# István Osztrics
István Osztrics (* 25. prosince 1949 Budapešť, Maďarsko) je bývalý maďarský sportovní šermíř, který se specializoval na šerm kordem. Maďarsko reprezentoval v sedmdesátých letech. Na olympijských hrách startoval v roce 1972, 1976 a 1980. Na olympijských hrách v roce 1976 skončil v soutěži jednotlivců na čtvrtém místě. Na mistrovství světa v roce 1975 získal v soutěži jednotlivců třetí místo. S maďarským družstvem kordistů získal v roce 1972 zlatou olympijskou medaili a v roce 1978 titul mistra světa.